# Clubiona mandschurica
Clubiona mandschurica este o specie de păianjeni din genul Clubiona, familia Clubionidae, descrisă de Schenkel, 1953. Conform Catalogue of Life specia Clubiona mandschurica nu are subspecii cunoscute.